# Hawthorn (Pennsylvanie)
Pour les articles homonymes, voir Hawthorn.
Hawthorn est un borough situé au sud-est du comté de Clarion, en Pennsylvanie, aux États-Unis,. En 2010, il comptait une population de 494 habitants.

## Démographie
Lors du recensement de 2010, le borough comptait une population de 494 habitants. Elle est estimée, en 2019, à 437 habitants.